# Euploea morna
Euploea morna är en fjärilsart som beskrevs av Hans Fruhstorfer 1912. Euploea morna ingår i släktet Euploea och familjen praktfjärilar. Inga underarter finns listade i Catalogue of Life.